# Hôtel (3 rue Paul-Louis-Courier, Tours)

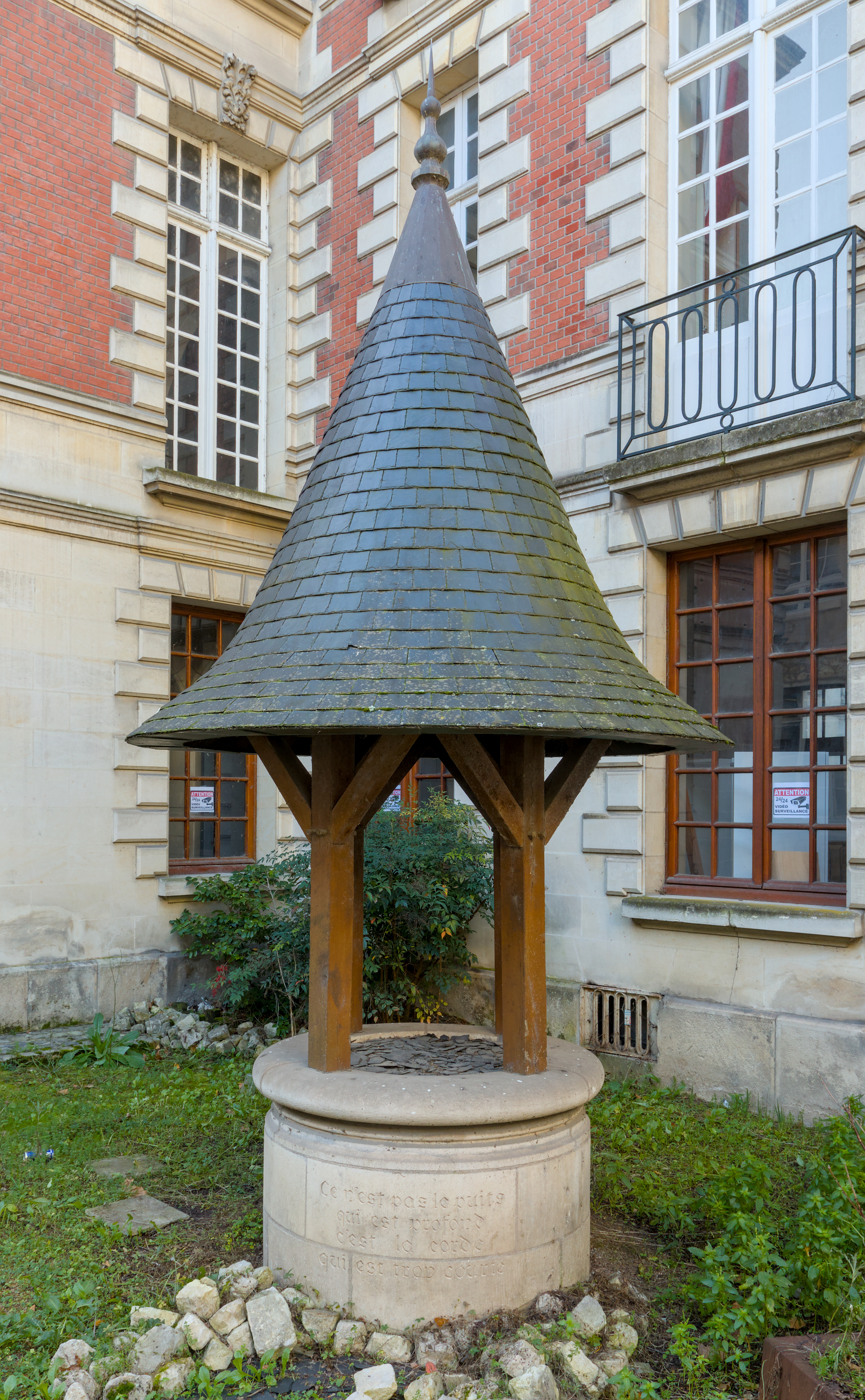
Puits extérieur.

Pour les articles homonymes, voir Hôtel (homonymie).
L'hôtel est un hôtel particulier situé à Tours dans le Vieux-Tours, au 3 rue Paul-Louis-Courier. Le monument fait l’objet d’une inscription au titre des monuments historiques depuis 1946.